# Antenne de Cristal
 (mai 2025).
Les Antennes de Cristal étaient décernées par des médias belges (sous l’organisation de l'Union des Critiques de l'Audiovisuel). Créées [Quand ?], elles récompensaient les meilleures émissions de radio et de télévision belges